# Таёжная мухоловка
Таёжная мухоловка или мухоловка-мугимаки (лат. Ficedula mugimaki) - вид птиц семейства мухоловковых. Отличается от других мухоловок ржаво-рыжей грудью (от малой мухоловки, имеющей грудь сходной окраски, легко отличается тем, что на лету у малой мухоловки хорошо видны белые основания рулевых, а у таежной мухоловки хвост издали чёрный). Позывка — сухое, скрипящее потрескивание, вроде скрипа дерева.

## Описание
Достигают длины от 13 до 13,5 сантиметров и веса от 13 до 15 граммов. Существует ярко выраженный половой диморфизм: у самца верх чёрный, широкая полоса на плечах, полоса за глазом и брюшко белые, горло, зоб и грудь, бока ржаво-рыжие. У самок и молодых вместо чёрного цвета буровато-серый, вместо рыжего — грязный желтовато-рыжеватый. 
Песня — звонкая трель, похожая на песню малой мухоловки и напоминающая негромкое пиликанье маленькой скрипки. Крик — сухой треск «ррр» (как и у малой мухоловки), только раскатистый.

## Размножение
Обычно видна неподвижно сидящей на ветке, иногда подергивает хвостом. Держится в нижней части кроны деревьев. Держится в одиночку или парой. Прилет поздний, в конце мая — начале июня. Гнездовые местообитания — темнохвойная тайга, большей частью заболоченная, или смешанный лес с преобладанием хвойных, с кустарниками. Вообще птицы довольно скрытные, держатся среди ветвей, в подлеске, только самец поет открыто. Гнездо строят в гуще леса, кустов, в буреломе, но открыто на ветвях или в развилке ствола, на высоте 1—8, чаще 3—5 м. Гнездо имеет вид компактной чаши, материал — мелкие веточки, волокна луба, мох, трава, корешки, сухие листья, лишайники, в лотке мягкие растительные волокна, травинки, шерсть. Соотношение того или иного материала может быть очень разным. Снаружи гнездо нередко оплетают паутиной, с коконами пауков. В кладке 4—8 яиц, чаще 5—6. Яйца серовато-голубые, довольно яркие, с красно-коричневым крапом, более густым на тупом конце. Крап может быть очень мелким и густым в виде сплошного налета. Размеры яиц 16—19 х 12—15 мм.